# Virginia Satir
Virginia Satir (ur. 26 czerwca 1916 w Neillsville, zm. 10 września 1988 w Menlo Park) – amerykańska psychoterapeutka, zajmująca się terapią rodzin, pracownik socjalny, autorka publikacji z zakresu psychoterapii.

## Życiorys
Virginia Satir urodziła się 26 czerwca 1916 roku w Neillsville, Wisconsin, USA. Jej ojciec Oscar Alfred Reinnard Pagenkopf, był farmerem i miał podstawowe wykształcenie. Matka – Minnie Happe Pagenkopf w ocenie Virginii była osobą, która szukała sposobów, aby naprawić wszelkie rzeczy, które źle działały.
Była najstarszym dzieckiem spośród pięciorga rodzeństwa. Osiemnaście miesięcy po Virginii na świat przyszło dwóch braci bliźniaków – Russel i Roger. W 1921 urodziła się młodsza siostra Edith, a w 1923 roku brat – Ray. Virginia była bardzo zdolna – kiedy miała trzy lata nauczyła się czytać. Kiedy miała pięć lat postanowiła, że będzie „detektywem działającym dla dobra dzieci”.  To wczesne zainteresowanie, aby odkrywać prawdę, towarzyszyło  jej całe życie.
Satir uczęszczała do Milwaukee State Teachers Colleege (dziś: University of Wisconsin), gdzie w 1936 uzyskała tytuł B.A. w zakresie edukacji. Przez kolejne sześć lat pracowała w publicznej szkole w Williams Bay, Wisconsin.
W 1941 roku wyszła za mąż za Gordona Rogersa. Był żołnierzem i w kilka miesięcy po ślubie wyjechał na wojnę. W trakcie jego nieobecności Virginia kontynuowała edukację i w 1948 roku uzyskała tytuł M.A. na University of Chicago. Rok później, w 1949 roku, Virginia Satir i Gordon Rogers rozwiedli się.
Drugie małżeństwo, z Normanem Satir trwało sześć lat – od 1951 do 1957 roku. Nie miała dzieci. Zaadoptowała dwie córki – Mary i Ruth.
Po studiach Virginia otworzyła prywatną praktykę i w 1951 roku pierwszy raz pracowała z rodziną. W 1955 roku rozpoczęła pracę w Illinois Psychiatric Institute, gdzie szerzyła ideę pracy z pacjentem i jego rodziną.
W 1959 roku przeniosła się do Kalifornii, gdzie współtworzyła Mental Research Institute (MRI). Trzy lata później Instytut otrzymał grant i pod kierownictwem Satir rozpoczął się pierwszy kurs psychoterapii rodzinnej. Prowadziła także program szkoleniowy w Esalen Institute w Kalifornii.
Pierwsza książka Satir „Conjoint Family Therapy” została opublikowana w 1964 roku, a kolejna „Peoplemaking” w 1972 roku.
W 1970 roku założyła International Human Learning Resources Network, a w 1977 – Avanta Network, później nazwane Avanta, The Virginia Satir Network.
W trakcie swojej pracy przeprowadziła setki warsztatów i szkoleń z zakresu psychoterapii rodzin. Została uhonorowana wieloma nagrodami i odznaczeniami m.in. uzyskała honorowy doktorat na Univeristy of Wisconsin w 1973 roku.
Zmarła 10 września 1988 roku z powodu raka trzustki i wątroby, w domu w Menlo Park, w Kalifornii.

## Poglądy
Virginia Satir patrzyła na terapię z nowej perspektywy. Wierzyła, że każdy człowiek jest zdolny do ciągłego rozwoju i zmiany. Uważała, że zaburzenia psychiczne są często efektem obciążających doświadczeń rodzinnych i dużą wagę przywiązywała do leczenia całej rodziny, a nie pojedynczego pacjenta.
Satir uważała, że:
„Rodzina jest swego rodzaju mikrokosmosem – odzwierciedla cały świat. Aby zrozumieć mechanizmy rządzące światem, wystarczy poświęcić się studiowaniu rodziny: takie zagadnienia jak władza, intymność, autonomia zaufanie, umiejętność porozumiewania się są istotnymi  czynnikami określającymi sposób, w jaki funkcjonujemy w świecie.”
W pracy terapeutycznej próbowała pomóc ludziom zaakceptować życie takim jakie jest i osiągnąć spokój. Zachęcała do medytacji, wizualizacji, pracy z oddechem.
Jej wkład w terapię rodzin obejmuje m.in. wprowadzenie i promocję terapii rodzin jako głównego nurtu praktyk terapeutycznych, pogląd na świat i ludzi bazujący na zasobach, możliwościach i własnej wartości, opracowanie sposobów zmiany dysfunkcjonalnych wzorców na zdrowe wzorce.

## Publikacje

### w języku polskim
- Zmieniamy się wraz z rodzinami, 1999.
- Rodzina. Tu powstaje człowiek, 2000.
- Terapia rodziny.Teoria i praktyka (z J.Grinder i R. Bandler), 2000.

### w języku angielskim
- Peoplemaking, 1972/1990.
- Making Contact, 1976.
- Changing with Families: A Book about further Education for Being Human (z R. Bandler & J. Grinder), 1976.
- Your Many Faces, 1978.
- Conjoint Family Therapy, 1983.
- Satir Step by Step: A Guide to Creating Change in Families (z M. Baldwin), 1983.
- The New Peoplemaking, 1988.
- The Satir Model: Family Therapy and Beyond  (z M. Gomori, J. Banmen, J. Gerber), 1991.
- Helping Families to Change (z J. Stachowiak & H. Taschman), 1994.